# Véhicule à propulsion par vis sans fin

Un véhicule à propulsion par vis sans fin.

Un véhicule à propulsion par vis sans fin est un véhicule terrestre ou amphibie qui utilise des vis sans fin pour se déplacer. Ces véhicules sont conçus pour être utilisés dans des environnements difficiles ou dans des conditions météorologiques extrêmes, comme la neige profonde, la glace ou la boue.
Certains véhicules sont amphibies avec des vis d'entraînement fonctionnant de la même manière que des hélices de bateau.
De tels véhicules se distinguent par le fait qu'ils sont déplacés par la rotation d'un ou plusieurs cylindres en forme de tarière équipés d'une bride hélicoïdale leur permettant d'avancer. Les vis sans fin fournissent une traction et une adhérence supérieures, ce qui permet aux véhicules de se déplacer sur des terrains difficiles sans glisser ou s'enliser.

## Développement

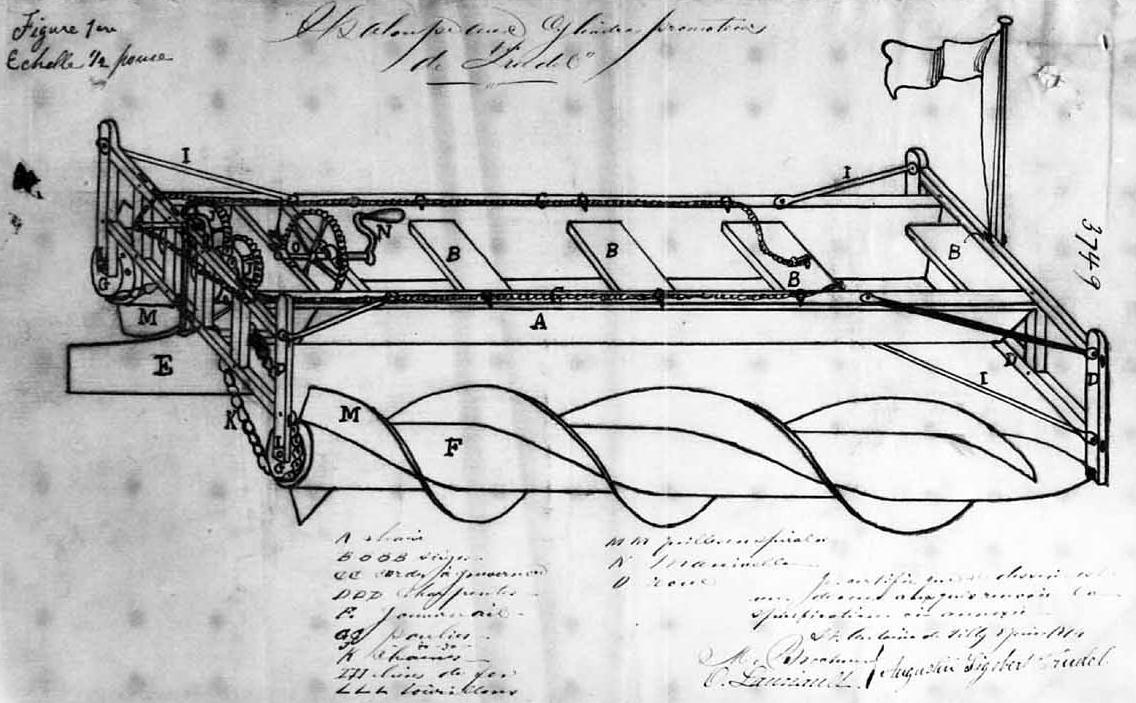
L'image représente un châssis de véhicule décrit comme un moyen de propulsion des barges par des vis sans fin. Le brevet a été déposé en 1874.

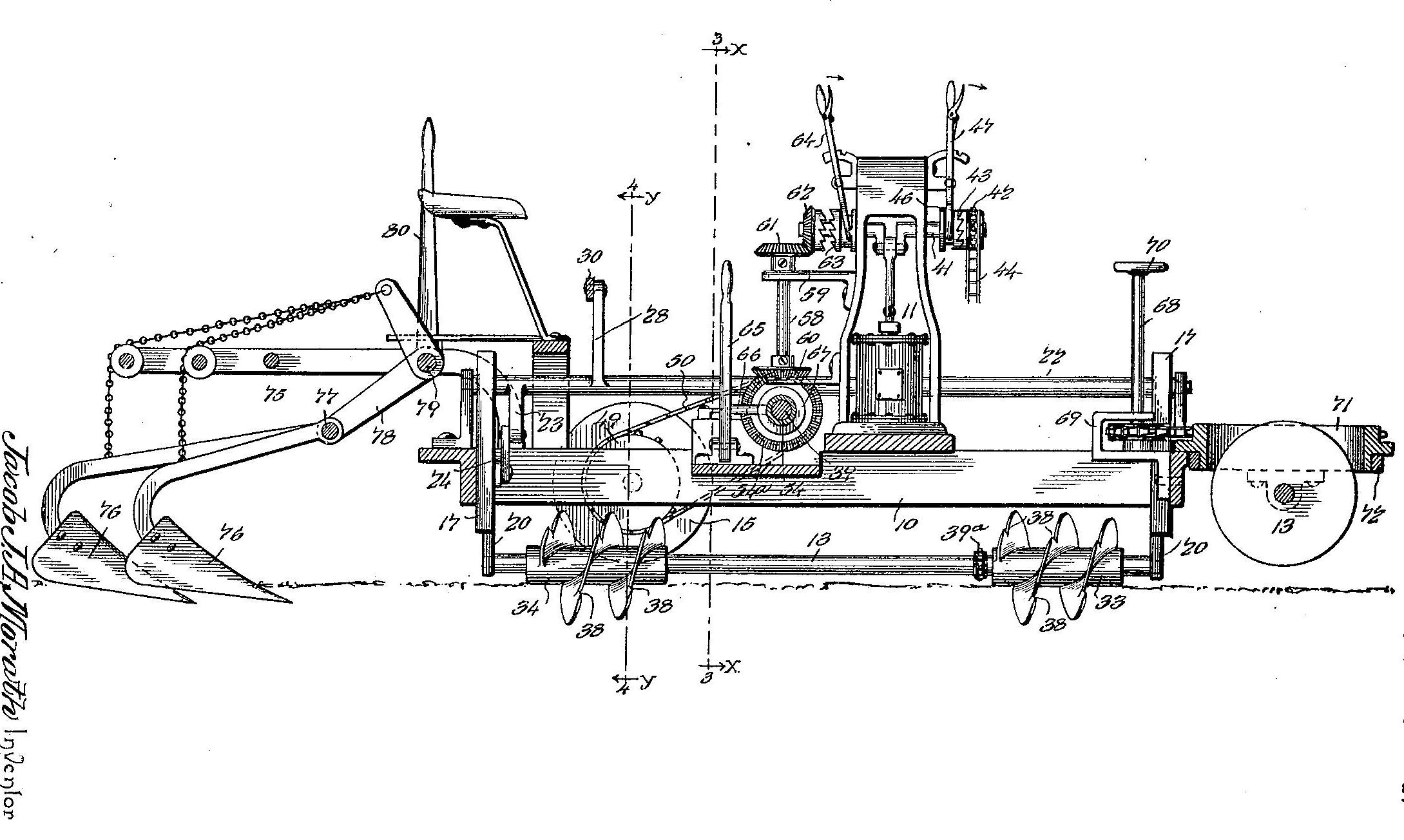
Dessin de Jacob Morath d'une machine agricole à vis sans fin, 1899.

L'un des premiers exemples de véhicule à vis a été conçu par Jacob Morath, un Suisse qui installé à Saint-Louis, dans le Missouri, aux États-Unis, en 1868. La machine de Morath était conçue pour les travaux agricoles, comme l'utilisation d'une charrue. Les tarières étaient conçues avec des arêtes tranchantes afin de briser les racines dans le sol lorsque la machine se déplaçait. La machine n'a pas été construite.
L'un des premiers véhicules à propulsion par vis réellement construit a été conçu par James et Ira Peavey, dans le Maine. Il a été breveté par Ira Peavey en 1907 ; la famille Peavey est célèbre pour ses contributions à l'industrie du fer. La Peavey Manufacturing Co. est toujours située dans le Maine.
La machine des Peavey comportait deux paires de vis avec une articulation pour assurer la direction. Au moins deux prototypes ont été construits : l'un fonctionnait à la vapeur, l'autre à l'essence. Les prototypes fonctionnaient bien sur la neige durcie, mais échouaient dans la poudreuse molle car les vis n'avaient rien pour s'y accrocher. La machine a été conçue pour transporter des grumes, mais sa longueur et sa construction rigide l'ont rendue difficile à utiliser sur les routes d'hiver accidentées pour lesquelles elle était prévue. L'invention de Peavey ne pouvait pas rivaliser avec le Lombard Steam Log Hauler construit par Alvin Lombard et elle n'a pas été produite commercialement. Le véhicule Lombard était un des premiers exemples de véhicule à demi-chenilles, il ressemblait à une locomotive de chemin de fer avec des patins ou des roues à l'avant pour la direction et des chenilles à l'arrière pour la propulsion.

### Motoneige Armstead

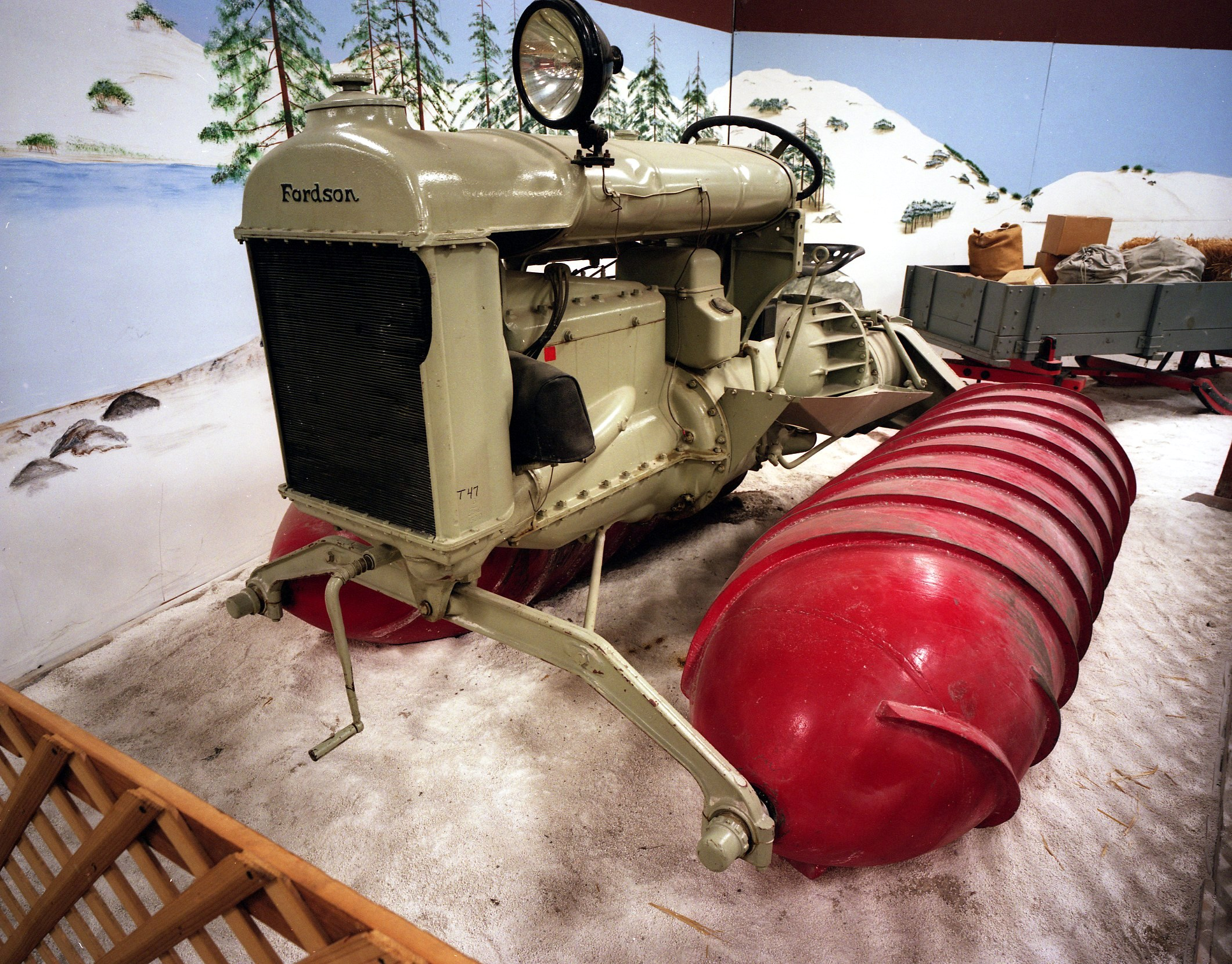
Motoneige Fordson au Hays Antique Truck Museum, Woodland, Californie.

Dans les années 1920, la motoneige Armstead a été mis au point. Ce véhicule permettait de convertir un tracteur Fordson en un véhicule à propulsion par vis avec une seule paire de cylindres. Une machine utilisée dans la région de Truckee, en Californie, était appelée par les habitants "Diable des neiges" et ce nom a été attribué à tort à ces machines, bien qu'aucune publicité connue de l'époque ne les ait désignées comme telles. Un film a été réalisé pour montrer les capacités du véhicule ainsi que celles d'une voiture Chevrolet équipée d'un moteur Armstead Snow. Le film montre que le véhicule se comporte bien dans la neige. La direction est assurée par un embrayage séparé pour chaque vis, qui s'engage et se désengage en fonction de la position du mécanisme de direction, ce qui permet au véhicule d'être relativement maniable. Le film promotionnel montre le moteur à neige Armstead transportant 20 tonnes de grumes.

En janvier 1926, le magazine Time rapporte
Après avoir utilisé l'automobile pour presque tous les autres usages imaginables, les principaux fabricants d'automobiles de Détroit ont maintenant créé une société intitulée "Snow Motors Inc." pour mettre sur le marché une machine capable de franchir les congères les plus profondes à une vitesse de six à huit miles à l'heure. Le nouveau véhicule sera composé d'un tracteur Ford monté sur deux vis rotatives au lieu de roues - quelque chose de l'ordre d'un rouleau compresseur. La machine a déjà prouvé son utilité dans la neige épaisse, auparavant infranchissable. Une machine de ce type a effectué le travail qui nécessitait auparavant trois équipes. Dans l'Oregon, une ligne de diligence utilise un moteur à neige pour ses deux allers-retours quotidiens sur le col du Mackenzie entre Eugene et Bend. Des commandes ont déjà été passées par le Canada, la Norvège, la Suède et l'Alaska. La Compagnie de la Baie d'Hudson a commandé un approvisionnement pour maintenir les communications avec ses stations de traite des fourrures les plus septentrionales. La Royal Northwest Mounted Police s'est également mise à acheter des motoneiges [...] Un certain nombre de grands constructeurs automobiles se sont également intéressés à la proposition en vue d'adapter l'équipement des motoneiges à leurs modèles ordinaires. Hudson, Dodge et Chevrolet sont notamment cités comme s'intéressant aux possibilités pratiques dans ce sens.
Un exemplaire existant se trouve dans la collection du Hays Antique Truck Museum à Woodland, en Californie. Ce véhicule aurait été utilisé pour transporter le courrier de Truckee à North Lake Tahoe.

### Développements récents
Les véhicules à propulsion à vis les plus remarquables sont le Marsh Screw Amphibian américain et le ZiL-2906 russe. Le Marsh Screw Amphibian, développé par Chrysler dans les années 1960, devait être un véhicule utilitaire de terrain, mais en raison du comportement de la propulsion à vis sur un terrain rigide, il n'a pas été considéré comme un succès. Le ZiL a été conçu dans les années 1970 comme véhicule de sauvetage pour les cosmonautes ayant atterri dans des zones inaccessibles.
L'équipe d'exploration britannique Ice Challenger a utilisé une vis sans fin pour son véhicule Snowbird 6 (un engin à chenilles Bombardier modifié) pour traverser la banquise dans le détroit de Béring. Les cylindres rotatifs ont permis à Snowbird 6 de se déplacer sur la glace et de se propulser dans l'eau, mais le système à vis n'était pas considéré comme adapté aux longues distances. Les cylindres pouvaient être relevés pour que le véhicule puisse également rouler sur des chenilles conventionnelles. Le site web d'Ice Challenger indique que la conception a été inspirée par un véhicule russe utilisé pour récupérer les cosmonautes ayant atterri en Sibérie (peut-être le ZIL-2906).
L'inventeur russe Alexey Burdin a mis au point un système de propulsion à vis "TESH-drive Transformable worms". Le système combine une propulsion à vis d'entraînement avec des pneus en caoutchouc sur un sol rigide. Lorsque le véhicule roule sur un sol mou, les pneus sont dégonflés et les hélices des vis d'entraînement entrent en contact avec le sol.
Plus récemment, des machines plus grandes de la taille d'un camion comme le véhicule australien MudMaster, sont utilisées comme moyen d'assèchement et de densification des sols notamment pour la gestion des résidus miniers à haute intensité.
Des véhicules à vis plus petits ont été développés. Le Spiral Track Autonomous Robot, conçu par le Lawrence Livermore National Laboratory, est un véhicule d'étude destiné à opérer dans des environnements hostiles. Le Screw Drive Rover, développé à la Graduate University for Advanced Studies (Sokendai) au Japon.
Un véhicule télécommandé à vis a été présenté par la société de jouets Tyco sous le nom de Terrain Twister.

## Fonctionnement
Les véhicules à propulsion par vis sans fin sont équipés de pales en forme d'hélice qui entrent en contact avec le sol ou la neige et la poussent vers l'arrière, faisant avancer le véhicule. Il y a différents types de vis sans fin, en fonction des conditions dans lesquelles ils sont utilisés ; ainsi, ils peuvent être munis de pales plus larges pour une meilleure traction dans la boue ou le sable.

## Avantages et inconvénients
Les véhicules à propulsion par vis sans fin offrent de nombreux avantages par rapport aux véhicules conventionnels. Ils peuvent se déplacer sur des terrains difficiles sans glisser ou s'enliser, ce qui les rend idéaux dans les environnements difficiles ou les conditions météorologiques extrêmes. Les véhicules à propulsion à vis développent généralement une force de traction élevée. Ils se caractérisent par une conception simple et un faible nombre de pièces mobiles, en particulier par rapport à d'autres moyens de locomotion en terrain difficile, tels que les véhicules à chenilles.
Cependant, les véhicules à propulsion par vis sans fin ont quelques inconvénients. Ils sont plus lents que les véhicules conventionnels, ils sont plus difficiles à manœuvrer dans des espaces restreints, puis ils ont besoin d'un entretien régulier pour fonctionner correctement, en particulier si la vis sans fin est endommagée. Aussi, les véhicules à propulsion par vis sans fin requièrent une puissance élevée en raison de l'énergie importante qu'ils consomment notamment à cause des frottements importants.

## Galerie d'images

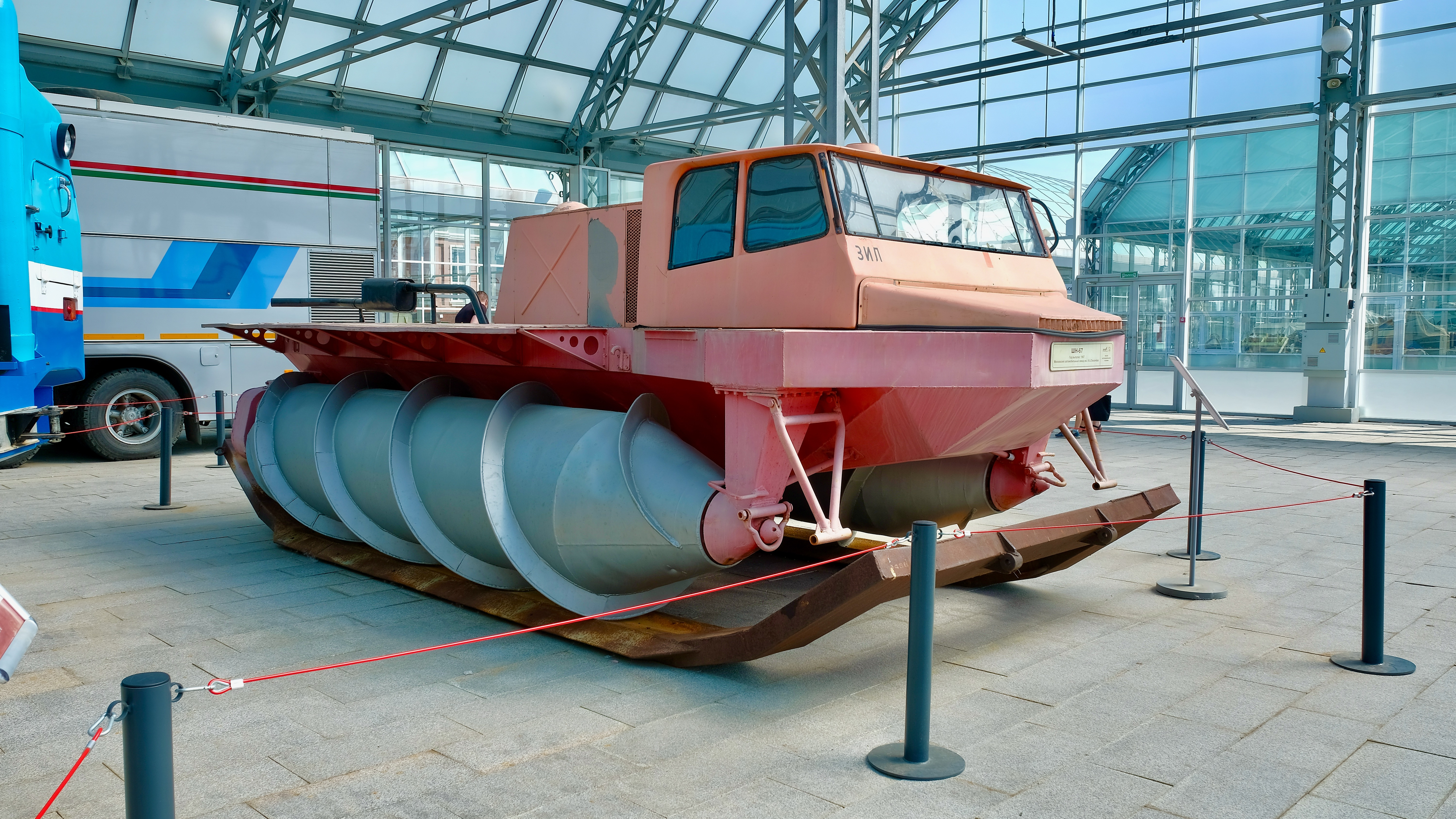
Véhicule tout-terrain à tarière SHN-67, Musée de Verkhniaïa Pychma
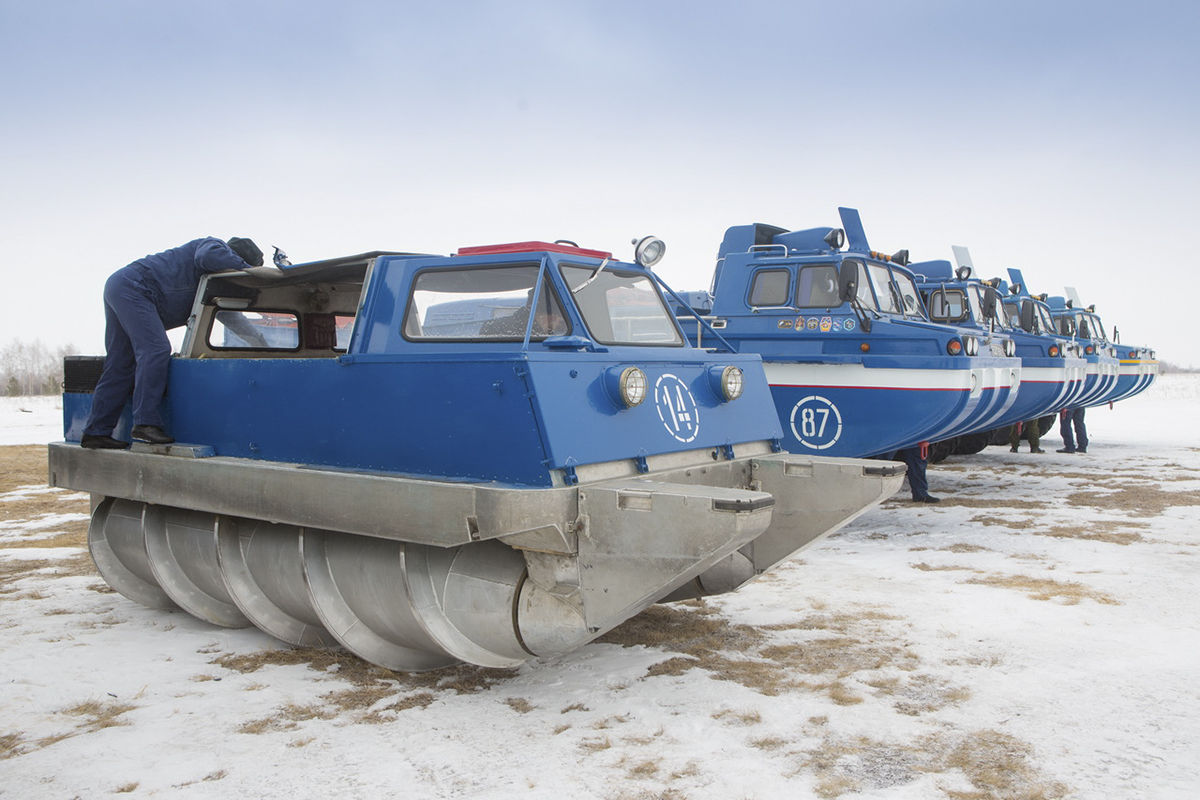
Un ZIL-2906 russe.
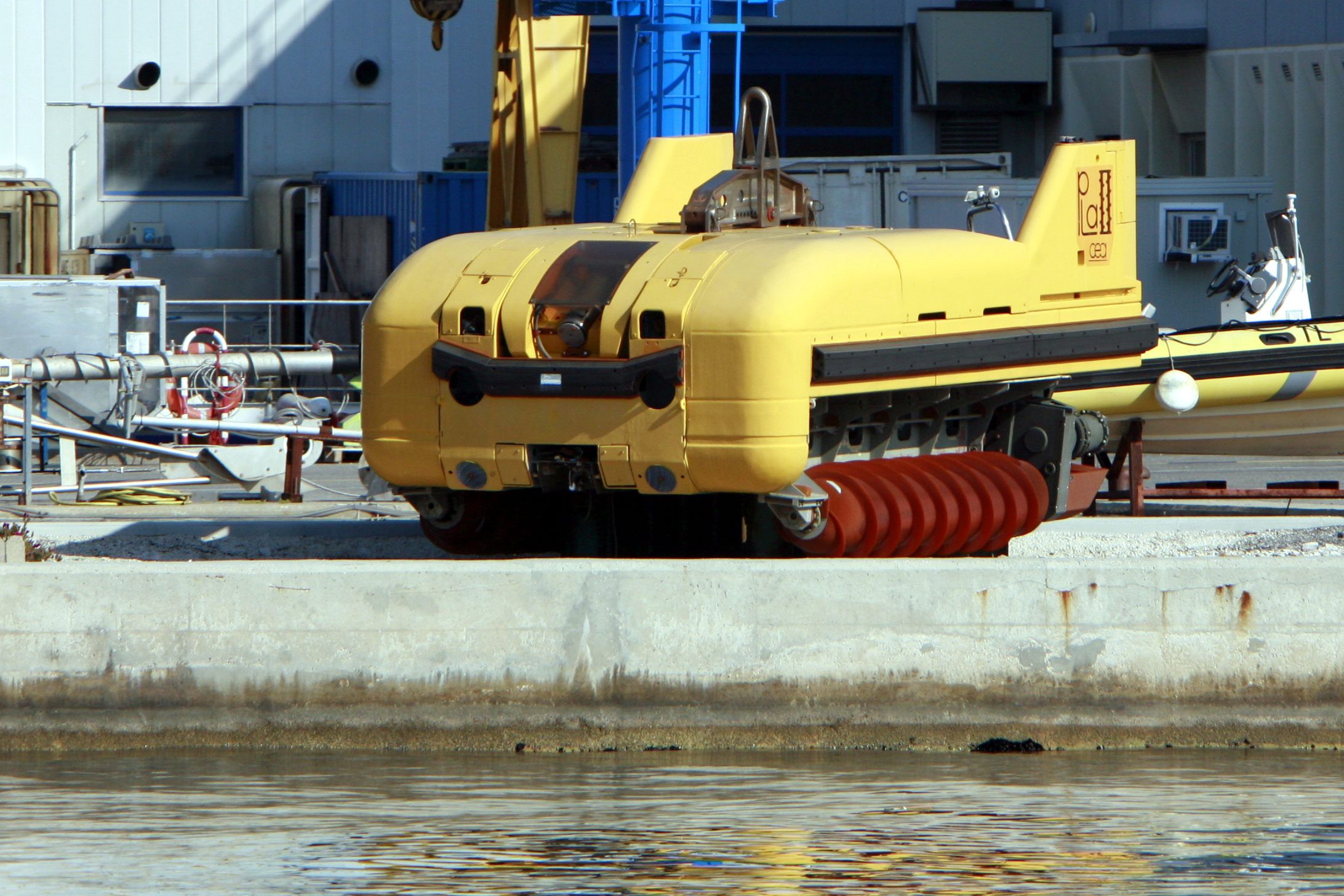
Un véhicule à propulsion par vis sans fin de l'Institut français de recherche pour l'exploitation de la mer (Ifremer).